# 제1회 미국 배우 조합상
제1회 미국 배우 조합상은 1994년 뛰어난 활동을 보인 영화 배우를 기리기 위해 1995년 2월에 열린 시상식이다. Universal Studios에서 개최되었다.

## 수상 및 후보

### 영화부문 여우주연상
- 넬 - 조디 포스터 수상
- 블루 스카이 - 제시카 랭
- 의뢰인 - 수잔 서랜든
- 리버 와일드 - 메릴 스트립
- 남자가 사랑할 때 - 멕 라이언

### 영화부문 남우주연상
- 포레스트 검프 - 톰 행크스 수상
- 노스바스의 추억 - 폴 뉴먼
- 펄프 픽션 - 존 트라볼타
- 쇼생크 탈출 - 모건 프리먼
- 쇼생크 탈출 - 팀 로빈스

### 영화부문 여우조연상
- 브로드웨이를 쏴라 - 다이앤 위스트 수상
- 포레스트 검프 - 샐리 필드
- 포레스트 검프 - 로빈 라이트
- 펄프 픽션 - 우마 서먼
- 트루 라이즈 - 제이미 리 커티스

### 영화부문 남우조연상
- 에드 우드 - 마틴 랜도 수상
- 브로드웨이를 쏴라 - 채즈 팰민테리
- 포레스트 검프 - 게리 시나이즈
- 펄프 픽션 - 1408
- 퀴즈 쇼 - 존 터투로

### TV드라마부문 앙상블연기상
- 뉴욕경찰 24시 수상
- Chicago Hope
- ER
- 법과 질서 - 성범죄 수사대
- 피켓 펜스

### TV드라마부문연기상(여자)
- 피켓 펜스 - 케시 베이커 수상
- 닥터 퀸 - 하트 위딘 - 제인 세이모어
- 제시카의 추리 극장 - 안젤라 랜즈베리
- Sisters - 스우지 커즈
- Sweet Justice - 시셀리 타이슨

### TV드라마부문연기상(남자)
- 뉴욕경찰 24시 - 데니스 프랜즈 수상
- Chicago Hope - 헥터 엘리존도
- Chicago Hope - 맨디 파틴킨
- 피켓 펜스 - 톰 스커릿
- 스타 트렉 - 넥스트 제너레이션 - 패트릭 스튜어트

### 코미디부문 앙상블연기상
- 사인필드 수상
- 프레이저
- 결혼 이야기
- Murphy Brown
- Northern Exposure

### 코미디부문연기상(여자)
- 결혼 이야기 - 헬렌 헌트 수상
- Ellen - 엘런 드제너러스
- Murphy Brown - 캔디스 버겐
- 로잔느 아줌마 - 로잔느
- 사인필드 - 줄리아 루이스 드레이퍼스

### 코미디부문연기상(남자)
- 사인필드 - 제이슨 알렉산더 수상
- 프레이저 - 켈시 그래머
- 프레이저 - 데이빗 하이드 피어스
- 결혼 이야기 - 폴 레이저
- 로잔느 아줌마 - 존 굿맨

### TV영화/미니시리즈부문 연기상(여자)
- 결혼의 선물 - 조앤 우드워드 수상
- 창공의 여왕 - 다이안 키튼
- Oldest Living Confederate Widow Tells All - 시셀리 타이슨
- 원 크리스마스 - 캐서린 헵번
- 애니를 위한 곳 - 씨씨 스페이식

### TV영화/미니시리즈부문 연기상(남자)
- 버닝 씨즌 - 라울 줄리아 수상
- 미래의 묵시록 - 게리 시나이즈
- 에너미 위딘 - 포레스트 휘태커
- 어둠의 묵시록 - 존 말코비치
- The Rockford Files: I Still Love L.A. - 제임스 가너

### 공로상
- 조지 번즈 수상